# Josef Horn (Politiker)
Josef Horn (* 20. November 1947 in Singsdorf) ist ein österreichischer Politiker (SPÖ). Horn war von 2000 bis 2002 Abgeordneter zum Nationalrat.

## Ausbildung und Beruf
Horn besuchte zwischen 1953 und 1961 die Volks- und Hauptschule und erlernte zwischen 1961 und 1964 den Beruf des Betriebselektrikers. Horn arbeitete nach seiner Lehrausbildung bis 1966 als Elektriker bei Veitsch-Radex in Trieben und war zwischen 1967 und 1977 als Schichtelektriker tätig. Von 1972 bis 1975 absolvierte Horn die Werkmeisterschule und arbeitete danach von 1977 bis 1988 im Bereich Elektroplanung und SPS Programmierung. Horn war von 1989 bis 1992 Werkstättenmeister und arbeitete ab 1993 in der Unterstützung der Instandhaltung im Elektrobereich. Von 1985 bis 2002 führte er zudem mit seiner Gattin eine Landwirtschaft. Danach übernahm sein Sohn Günter den Hof und führt diesen mit seiner Gattin Daniela und seinen Söhnen Raffael und Christof.

## Politik
Horn engagierte sich stark in der Gewerkschaft und der Berufsvertretung. Er war von 1992 bis 1996 Bezirksbauernkammerrat in Liezen und ab 1996 Bezirksvorsitzender des ÖGB Liezen. Seit 1996 war er zudem Mitglied der Landesexekutive des ÖGB Steiermark und war von 1992 bis 2007   Betriebsratsvorsitzender der Angestellten im Werk Trieben. Ab 1994 war er Vorsitzender-Stellvertreter des Zentralbetriebsrates der Veitsch-Radex GmbH und ab 1998 Mitglied des Konzernbetriebsrates der Radex-Heraklith (RHI) AG. Horn war von 1996 bis 2007 Vorsitzender des Europäischen Betriebsrates bei der RHI AG und von 1998 bis 2007 Mitglied der Kontrollversammlung der Versicherungsanstalt des österreichischen Bergbaues.  2008 legte Horn seine Funktion als ÖGB-Bezirkspräsident wegen Pensionsantritt zurück.
Nach dem Tod der Nationalratsabgeordneten Brunhilde Plank rückte Horn zwischen dem 17. September 2000 und dem 19. Dezember 2002 in den Nationalrat nach. Obwohl Horn seine Zugehörigkeit zum Parlament verlängern wollte, wurde er auf der SPÖ-Regionalliste bei der Nationalratswahl 2002 hinter Anita Fleckl gereiht und verfehlte dadurch den Einzug in den Nationalrat. 
Von Jänner 2006 bis Jänner 2016 war Horn für die SPÖ Bauern-Landeskammerrat in der steirischen Landwirtschaftskammer und übte dort die Funktion des Kontrollausschussvorsitzenden aus und prüfte mit dem gesamten Ausschuss die Gebarung der Kammer gesamt sowie die einzelnen Abteilungen und Einrichtungen. Am 4. November 2008 wurde Horn der Berufstitel Ökonomierat verliehen. Von April 2013 bis November 2020 war Horn als Gemeinderat in seiner Heimatgemeinde Rottenmann aktiv sowie als  Ortsvorsteher für den Ortsteil Bärndorf tätig. Für seine mehr als 25 Jahre ehrenamtlich ausgeübter Tätigkeit als Ernteberichterstatter für die Statistik Austria wurde Horn im Oktober 2013 die Goldenen Medaille für Verdienste um die Republik Österreich verliehen. Ab 2011 bis dato ist Horn im Österreichischen Pensionistenverband als Vorsitzender der Ortsgruppe Trieben, ab 2018 als Vorsitzender des Bezirkes Liezen und ab 2018 als Präsident-Stellvertreter in der Steiermark tätig.

## Privates
Horn ist nach dem Tod seiner Gattin Theresia im Februar 2011 verwitwet, Vater von drei  Kindern und Großvater von sieben Enkeln. 

## Ehrungen
Auszeichnung mit der Viktor Adler Plakette der SPÖ (2016)
Ehrung durch steirische Landwirtschaftskammer für langjährige Standesvertretung in der Landwirtschaft (2016)
Ehrung für mehr als 30 jährige ehrenamtliche Obstberichterstattung für Statistik Austria (2019)
Ehrung für 60 jährige Tätigkeit bei der Freiwilligen Feuerwehr Singsdorf-Edlach (2022)
Ehrung GVV für Gemeindevertretung (2022)
Ehrung für mehr als 30 jährige Tätigkeit als Geschäftsführer der Wasserversorgungsgenossenschaft Singsdorf (2022)